# Błaże Ilijoski
Błaże Ilioski (ur. 9 lipca 1984 w Skopju) – macedoński piłkarz grający na pozycji napastnika. Od 2018 roku zawodnik klubu KF Shkupi. W reprezentacji Macedonii zadebiutował w 2005 roku.